# 謝安琪榮譽及獎項列表
下表列出謝安琪歷年來獲得的榮譽及獎項。

## 2002年
- 香港大學歌唱比賽 - 冠軍

## 2005年度
| 年份   | 頻道                   | 節目                                | 獎項                           |
| ------ | ---------------------- | ----------------------------------- | ------------------------------ |
| 2005年 | 無綫電視               | 2005勁歌金曲優秀選第一回            | 新星試打三屆台主：《姿色份子》 |
| 2005年 | 商業電台               | 2005年度叱咤樂壇流行榜頒獎典禮      | 叱咤樂壇生力軍女歌手（銅獎）   |
| 2005年 | 香港電台               | 第二十九屆十大中文金曲頒獎音樂會    | 最有前途新人獎（優異獎）       |
| 2005年 | 香港作曲家及作詞家協會 | 第17屆CASH流行曲創作大賽            | 季軍歌曲：《For U》            |
| 2005年 | Cool Music Forum討論區 | Cool Music Forum會員共和榜          | 2005年度共和新人（銅獎）       |
| 2005年 | 勁歌王金曲金榜         | 第3屆「勁歌王」全球華人樂壇音樂盛典 | 最佳女新人獎（香港）           |
| 2005年 | 音樂先鋒榜             | 2005年度音樂先鋒榜頒獎典禮          | 音樂先鋒新人（港台）           |

## 2006年度
| 年份   | 頻道                   | 節目                             | 獎項                                                   |
| ------ | ---------------------- | -------------------------------- | ------------------------------------------------------ |
| 2006年 | 無綫電視               | 2006年度十大勁歌金曲頒獎典禮     | 最受歡迎合唱歌曲獎（銅獎）：《滄海遺珠》（劉浩龍合唱） |
| 2006年 | 商業電台               | 2006年度叱咤樂壇流行榜頒獎典禮   | 專業推介叱咤十大—第十位：《愁人節》                    |
| 2006年 | 新城電台               | 新城勁爆頒獎禮2006               | 新城勁爆歌曲：《後窗知已》                             |
| 2006年 | 香港作曲家及作詞家協會 | 2006 CASH金帆音樂獎              | 最佳女歌手演繹：《亡命之途》                           |
| 2006年 | Cool Music Forum討論區 | Cool Music Forum會員共和榜       | 2006年度共和女歌手（銀獎）                             |
| 2006年 | SINA                   | SINA Music樂壇民意指數頒獎禮2006 | 最高收聽率歌曲—第10位：《後窗知己》                    |

## 2007年度
| 年份   | 頻道                   | 節目                                 | 獎項                                   |
| ------ | ---------------------- | ------------------------------------ | -------------------------------------- |
| 2007年 | 無綫電視               | 2007勁歌金曲優秀選第一回             | 得獎歌曲《節外生枝》                   |
| 2007年 | 商業電台               | 2007年度叱咤樂壇流行榜頒獎典禮       | 叱咤樂壇女歌手（銅獎）                 |
| 2007年 | 新城電台               | 新城勁爆頒獎禮2007                   | 新城勁爆歌曲《第一天》                 |
| 2007年 | 新城電台               | 新城勁爆頒獎禮2007                   | 新城勁爆原創歌曲《第一天》             |
| 2007年 | RoadShow               | 2007年度RoadShow至尊音樂頒獎禮       | RoadShow至尊歌曲《鍾無艷》             |
| 2007年 | RoadShow               | 2007年度RoadShow至尊音樂頒獎禮       | RoadShow至尊人氣歌手                   |
| 2007年 | SINA                   | 2007年度SINA Music樂壇民意指數頒獎禮 | SINA Music最高收聽率十大歌曲《鍾無艷》 |
| 2007年 | SINA                   | 2007年度SINA Music樂壇民意指數頒獎禮 | SINA Music最高收視MV大獎《3/8》        |
| 2007年 | Cool Music Forum討論區 | Cool Music Forum會員共和榜           | 2007年度共和十大：第八位《3/8》        |
| 2007年 | Cool Music Forum討論區 | Cool Music Forum會員共和榜           | 2007年度共和十大：第四位《節外生枝》   |
| 2007年 | Cool Music Forum討論區 | Cool Music Forum會員共和榜           | 2007年度共和女歌手（銅獎）             |
| 2007年 | 不詳                   | 第七屆華語音樂傳媒大獎               | 最佳粵語女歌手                         |
| 2007年 | 音樂先鋒榜             | 2007年度頒獎典禮                     | 樂壇進步獎（港台）                     |

## 2008年度
| 年份   | 頻道                   | 節目                                  | 獎項                                                      |
| ------ | ---------------------- | ------------------------------------- | --------------------------------------------------------- |
| 2008年 | 無綫電視               | 2008勁歌金曲優秀選第一回              | 得獎歌曲《神奇女俠的退休生活》                            |
| 2008年 | 無綫電視               | 2008勁歌金曲優秀選第二回              | 得獎歌曲《十七度》                                        |
| 2008年 | 無綫電視               | 2008勁歌金曲優秀選第三回              | 得獎歌曲《囍帖街》                                        |
| 2008年 | 無綫電視               | 2008年TVB8金曲榜頒獎典禮              | TVB8金曲榜全球觀眾最愛粵語歌曲獎：《17度》                |
| 2008年 | 無綫電視               | 2008年度十大勁歌金曲頒獎典禮          | 十大勁歌金曲獎《囍帖街》                                  |
| 2008年 | 無綫電視               | 2008年度十大勁歌金曲頒獎典禮          | 十大勁歌金曲（金獎）：《囍帖街》                          |
| 2008年 | 商業電台               | 2008年度叱咤樂壇流行榜頒獎典禮        | 叱咤樂壇女歌手（銀獎）                                    |
| 2008年 | 商業電台               | 2008年度叱咤樂壇流行榜頒獎典禮        | 叱咤樂壇我最喜愛的女歌手                                  |
| 2008年 | 商業電台               | 2008年度叱咤樂壇流行榜頒獎典禮        | 叱咤樂壇我最喜愛的歌曲大獎：《囍帖街》                    |
| 2008年 | 商業電台               | 2008年度叱咤樂壇流行榜頒獎典禮        | 叱咤樂壇至尊歌曲大獎《囍帖街》                            |
| 2008年 | 商業電台               | 2008年度叱咤樂壇流行榜頒獎典禮        | 叱咤樂壇至尊唱片大獎《Binary》                            |
| 2008年 | 香港電台               | 第三十一屆十大中文金曲頒獎音樂會      | 十大中文金曲《囍帖街》                                    |
| 2008年 | 香港電台               | 第三十一屆十大中文金曲頒獎音樂會      | 優秀流行歌手大獎                                          |
| 2008年 | 香港電台               | 第三十一屆十大中文金曲頒獎音樂會      | 全球華人至尊金曲獎《囍帖街》                              |
| 2008年 | 新城電台               | 新城勁爆頒獎禮2008                    | 新城勁爆我最欣賞歌曲《囍帖街》                            |
| 2008年 | 新城電台               | 新城勁爆頒獎禮2008                    | 新城勁爆女歌手                                            |
| 2008年 | 新城電台               | 新城勁爆頒獎禮2008                    | 新城勁爆我最欣賞女歌手                                    |
| 2008年 | 新城電台               | 新城勁爆頒獎禮2008                    | 新城勁爆年度歌曲大獎《囍帖街》                            |
| 2008年 | 四台聯頒               | 2008年度四台聯頒音樂大獎              | 歌曲獎：《囍帖街》                                        |
| 2008年 | 四台聯頒               | 2008年度四台聯頒音樂大獎              | 大碟獎：《Binary》                                        |
| 2008年 | 四台聯頒               | 2008年度四台聯頒音樂大獎              | 傳媒大獎（歌手）                                          |
| 2008年 | SINA                   | SINA Music樂壇民意指數頒獎禮2008      | SINA Music最高收聽率二十大歌曲《囍帖街》                  |
| 2008年 | SINA                   | SINA Music樂壇民意指數頒獎禮2008      | 我最喜愛至尊大碟《Binary》                                |
| 2008年 | SINA                   | SINA Music樂壇民意指數頒獎禮2008      | 我最喜愛至尊金曲《囍帖街》                                |
| 2008年 | 作曲家及作詞家協會     | 2008 CASH金帆音樂獎                   | 最佳女歌手演繹《十七度》                                  |
| 2008年 | Yahoo!                 | Yahoo!搜尋人氣大獎2008                | Yahoo!Music十大人氣歌曲2008：《囍帖街》                   |
| 2008年 | Yahoo!                 | Yahoo!搜尋人氣大獎2008                | Yahoo!Music人氣合唱歌曲2008：《四面楚歌》（與關楚耀合唱） |
| 2008年 | Cool Music Forum討論區 | Cool Music Forum會員共和榜            | 2008年度共和十大：第六位《神奇女俠的退休生活》            |
| 2008年 | Cool Music Forum討論區 | Cool Music Forum會員共和榜            | 2008年度共和十大：第五位《十七度》                        |
| 2008年 | Cool Music Forum討論區 | Cool Music Forum會員共和榜            | 2008年度共和十大：第一位《囍帖街》                        |
| 2008年 | Cool Music Forum討論區 | Cool Music Forum會員共和榜            | 2008年度共和唱片：《Binary》                              |
| 2008年 | Cool Music Forum討論區 | Cool Music Forum會員共和榜            | 2008年度共和聯頒大獎—專輯獎：《Binary》                   |
| 2008年 | Cool Music Forum討論區 | Cool Music Forum會員共和榜            | 2008年度共和聯頒大獎 歌曲獎 《囍帖街》                    |
| 2008年 | Cool Music Forum討論區 | Cool Music Forum會員共和榜            | 2007年度共和女歌手（金獎）                                |
| 2008年 | 不詳                   | 演藝動力大獎2008                      | 最突出女歌手《囍帖街》                                    |
| 2008年 | 音樂先鋒榜             | 2008年度頒獎典禮                      | 港台十大先鋒金曲《囍帖街》                                |
| 2008年 | 音樂先鋒榜             | 2008年度頒獎典禮                      | 最受歡迎先鋒K歌《四面楚歌》（與關楚耀合唱）               |
| 2008年 | 音樂先鋒榜             | 2008年度頒獎典禮                      | 17家電台聯頒（港台）最佳先鋒歌手                          |
| 2008年 | 不詳                   | 第八屆全球華語歌曲排行榜              | 地區傑出歌手獎（香港）                                    |
| 2008年 | uchannel               | uChoice 音樂評選2008                  | Youth 最愛女歌手                                          |
| 2008年 | uchannel               | uChoice 音樂評選2008                  | Youth 最愛大碟                                            |
| 2008年 | uchannel               | uChoice 音樂評選2008                  | Youth 最愛年度十大歌曲《囍帖街》                          |
| 2008年 | 加拿大中文電台         | 加拿大至HIT中文歌曲排行榜2008年度總選 | 全國推崇十大歌曲（粵語）《囍帖街》                        |
| 2008年 | 加拿大中文電台         | 加拿大至HIT中文歌曲排行榜2008年度總選 | 全國推崇女歌手（粵語）                                    |
| 2008年 | 加拿大中文電台         | 加拿大至HIT中文歌曲排行榜2008年度總選 | 全北美推崇歌曲《囍帖街》                                  |
| 2008年 | 加拿大中文電台         | 加拿大至HIT中文歌曲排行榜2008年度總選 | 全北美推崇女歌手                                          |
| 2008年 | 不詳                   | 第一屆香港數碼音樂頒獎典禮            | 十大最高次數接駁鈴聲歌曲《鍾無艷》                        |
| 2008年 | 不詳                   | 第一屆香港數碼音樂頒獎典禮            | 十大最高次數接駁鈴聲歌曲《囍帖街》                        |
| 2008年 | 不詳                   | 第一屆香港數碼音樂頒獎典禮            | 十大最高次數點播MV《囍帖街》                              |
| 2008年 | 不詳                   | 第一屆香港數碼音樂頒獎典禮            | 十大最高次數下載MV《囍帖街》                              |
| 2008年 | 不詳                   | 第一屆香港數碼音樂頒獎典禮            | 十大最高次數下載MV《鍾無艷》                              |
| 2008年 | 不詳                   | 第一屆香港數碼音樂頒獎典禮            | 十大最高次數點播歌曲《鍾無艷》                            |
| 2008年 | 不詳                   | 第一屆香港數碼音樂頒獎典禮            | 十大最高次數點播歌曲《囍帖街》                            |
| 2008年 | 不詳                   | 第一屆香港數碼音樂頒獎典禮            | 十大最高次數下載歌曲《囍帖街》                            |
| 2008年 | 不詳                   | 第一屆香港數碼音樂頒獎典禮            | 十大最高次數原音鈴聲歌曲《囍帖街》                        |

## 2009年度
| 年份   | 頻道                   | 節目                                  | 獎項                                       |
| ------ | ---------------------- | ------------------------------------- | ------------------------------------------ |
| 2009年 | 無綫電視               | 2009勁歌金曲優秀選第一回              | 得獎歌曲《祝英台》                         |
| 2009年 | 無綫電視               | 2009勁歌金曲優秀選第二回              | 得獎歌曲《年度之歌》                       |
| 2009年 | 商業電台               | 2009年度叱咤樂壇流行榜頒獎典禮        | 專業推介叱咤十大 第八位《年度之歌》        |
| 2009年 | 商業電台               | 2009年度叱咤樂壇流行榜頒獎典禮        | 叱咤樂壇女歌手（銀獎）                     |
| 2009年 | 香港電台               | 第三十二屆十大中文金曲頒獎音樂會      | 十大中文金曲《年度之歌》                   |
| 2009年 | 香港電台               | 第三十二屆十大中文金曲頒獎音樂會      | 優秀流行歌手大獎                           |
| 2009年 | 新城電台               | 新城勁爆頒獎禮2009                    | 新城勁爆歌曲《年度之歌》                   |
| 2009年 | 新城電台               | 新城勁爆頒獎禮2009                    | 新城勁爆女歌手                             |
| 2009年 | 新城電台               | 新城勁爆頒獎禮2009                    | 新城勁爆我最欣賞女歌手                     |
| 2009年 | 新城電台               | 新城勁爆頒獎禮2009                    | 新城全球勁爆舞台大獎                       |
| 2009年 | 作曲家及作詞家協會     | 2009 CASH金帆音樂獎                   | 最佳女歌手演繹獎《年度之歌》               |
| 2009年 | SINA                   | SINA Music樂壇民意指數頒獎禮2009      | SINA Music最高收聽率二十大歌曲《年度之歌》 |
| 2009年 | Cool Music Forum討論區 | Cool Music Forum會員共和榜            | 2009年度共和十大—第二位：《年度之歌》      |
| 2009年 | Cool Music Forum討論區 | Cool Music Forum會員共和榜            | 2009年度共和女歌手（銀獎）                 |
| 2009年 | 第七屆華語音樂傳媒大獎 | 最佳粵語女歌手                        | 《Binary》                                 |
| 2009年 | 第七屆華語音樂傳媒大獎 | 年度粵語歌曲                          | 《囍帖街》                                 |
| 2009年 | 華語金曲獎2009         | 年度最佳粤语歌曲                      | 《囍帖街》                                 |
| 2009年 | 華語金曲獎2009         | 年度最佳粤语歌曲                      | 我最喜愛的女歌手                           |
| 2009年 | 加拿大中文電台         | 加拿大至HIT中文歌曲排行榜2009年度總選 | 全國推崇十大歌曲（粵語）《年度之歌》       |

## 2010年度
- 第一屆MY Astro至尊流行榜頒獎典禮 - 至尊金曲20《年度之歌》
- 第一屆MY Astro至尊流行榜頒獎典禮 - 至尊女歌手（海外）
- 第十四屆全球華語榜中榜 - 香港地區最佳新晉女歌手
- 華語金曲獎2010 - 十大華語金曲《年度之歌》
- 華語金曲獎2010 - 十大華語唱片《Slowness》
- 華語金曲獎2010 - 最佳粵語女歌手
- 華語金曲獎2010 - 我最喜歡的女歌手
- 第二屆香港數碼音樂頒獎典禮 - 十大最高次數點播歌曲《祝英台》
- 第二屆香港數碼音樂頒獎典禮 - 十大最高次數點播歌曲《年度之歌》
- 第二屆香港數碼音樂頒獎典禮 - 十大最高次數下載歌曲《囍帖街》
- 第二屆香港數碼音樂頒獎典禮 - 十大最高次數下載歌曲《年度之歌》
- 第二屆香港數碼音樂頒獎典禮 - 十大最高次數原音鈴聲歌曲《囍帖街》
- 第二屆香港數碼音樂頒獎典禮 - 十大最高次數原音鈴聲歌曲《年度之歌》
- 第二屆香港數碼音樂頒獎典禮 - 十大最高次數接駁鈴聲歌曲《囍帖街》
- 第二屆香港數碼音樂頒獎典禮 - 十大最高次數接駁鈴聲歌曲《年度之歌》
- 第二屆香港數碼音樂頒獎典禮 - 十大最高次數下載MV《囍帖街》
- 第二屆香港數碼音樂頒獎典禮 - 十大最高銷量歌曲《囍帖街》
- 第二屆香港數碼音樂頒獎典禮 - 十大最高銷量歌曲《年度之歌》
- Cool Music Forum會員共和榜 2010年度共和女歌手 銅獎
- 第十屆全球華語歌曲排行榜 - 五大最受歡迎女歌手獎
- 第十屆全球華語歌曲排行榜 - 年度二十大金曲《活著》
- 第十屆全球華語歌曲排行榜 - 最佳專輯獎《Slowness》
- 第十屆華語音樂傳媒大獎 - 百家傳媒年度最受矚目女歌手
- 加拿大至HIT中文歌曲排行榜2010年度總選 - 全國推崇十大歌曲（國語）《脆弱》
- 新城勁爆頒獎禮2010 - 新城勁爆國語歌曲《脆弱》
- 新城勁爆頒獎禮2010 - 新城勁爆演繹大獎
- 新城勁爆頒獎禮2010 - 新城勁爆亞洲歌手大獎
- 2010年度叱咤樂壇流行榜頒獎典禮 - 專業推介叱咤十大 第三位《脆弱》
- 2010年度叱咤樂壇流行榜頒獎典禮 - 叱咤樂壇女歌手 銀獎
- 第三十三屆十大中文金曲頒獎音樂會 - 優秀流行歌手大獎
- 第三十三屆十大中文金曲頒獎音樂會 - 十大中文金曲《雨過天陰》
- 第三十三屆十大中文金曲頒獎音樂會 - 優秀流行國語歌曲獎 銅獎《脆弱》
- 〈音樂先鋒榜〉2010年度頒獎典禮 - 港台十大先鋒金曲《脆弱》
- 〈音樂先鋒榜〉2010年度頒獎典禮 - 20家電臺聯頒港台最佳先鋒歌手（女歌手）
- 〈音樂先鋒榜〉2010年度頒獎典禮 - 20家電臺聯頒最佳專輯《第二個家》

## 2011年度
- 第二屆MY Astro至尊流行榜頒獎典禮 - 至尊金曲25《脆弱》
- Cool Music Forum會員共和榜 2011年度共和唱片 銀獎 《你們的幸福》
- Cool Music Forum會員共和榜 2011年度共和聯頒大獎 歌曲獎 《你們的幸福》
- Cool Music Forum會員共和榜 2011年度共和女歌手 銀獎
- Cool Music Forum會員共和榜 2011年度共和十大 至尊歌曲 《你們的幸福》
- 第九屆中國TOP排行榜頒獎晚會 - 港台地區年度最佳新人
- 第九屆中國TOP排行榜頒獎晚會 - 港台地區年度最佳金曲《蘭花指》
- 新城國語力頒獎禮2011 - 新城國語力熱播冠軍歌曲大獎《脆弱》
- 新城國語力頒獎禮2011 - 新城國語力亞洲歌手
- 第十一屆全球華語歌曲排行榜 - 年度二十大金曲《脆弱》
- 華語金曲獎2011 - 十大華語金曲《脆弱》
- 華語金曲獎2011 - 傳媒推介大獎《第二個家》
- 華語金曲獎2011 - 我最喜爱的（港台）女歌手
- 2011 CASH金帆音樂獎 - 最佳女歌手演繹《你們的幸福》
- uChannel我撐起樂壇頒獎禮2011 - Youth最喜愛十大金曲《你們的幸福》
- uChannel我撐起樂壇頒獎禮2011 - Youth最喜愛廣東唱片《你們的幸福》
- uChannel我撐起樂壇頒獎禮2011 - 年度冠軍播放率女歌手
- 〈音樂先鋒榜〉2011年度頒獎典禮 - 港台十大先鋒金曲《你們的幸福》
- 〈音樂先鋒榜〉2011年度頒獎典禮 - 22家電台聯頒最佳專輯《你們的幸福》
- 〈音樂先鋒榜〉2011年度頒獎典禮 - 最佳先鋒公益歌曲《大愛感動》
- 〈音樂先鋒榜〉2011年度頒獎典禮 - 22家電台聯頒港台最佳先鋒女歌手
- 新城勁爆頒獎禮2011 - 新城勁爆我最欣賞歌曲《你們的幸福》
- 新城勁爆頒獎禮2011 - 新城勁爆亞洲歌手大獎
- 2011年度叱咤樂壇流行榜頒獎典禮 - 叱咤樂壇女歌手 銀獎
- 第十屆全球華語歌曲排行榜 - 年度二十大金曲《脆弱》
- SINA Music樂壇民意指數頒獎禮2011 - SINA Music 最高收聽率二十大歌曲《你們的幸福》
- SINA Music樂壇民意指數頒獎禮2011 - SINA Music 年度最高收聽率歌曲《你們的幸福》
- SINA Music樂壇民意指數頒獎禮2011 - 我最喜愛女歌手（香港）
- 第三十四屆十大中文金曲頒獎音樂會 - 優秀流行歌手大獎
- 第三十四屆十大中文金曲頒獎音樂會 - 十大中文金曲《你們的幸福》
- 2011年度KKBOX點播次數排行榜 - 年度本地專輯榜 第十九位《你們的幸福》

## 2012年度
| 年份   | 頻道         | 節目                             | 獎項                                        |
| ------ | ------------ | -------------------------------- | ------------------------------------------- |
| 2012年 | 新城電台     | 新城勁爆頒獎禮2012               | 新城勁爆卡拉OK歌曲《臨崖勒馬》              |
| 2012年 | 新城電台     | 新城勁爆頒獎禮2012               | 新城勁爆我最欣賞女歌手                      |
| 2012年 | 新城電台     | 新城勁爆頒獎禮2012               | 新城勁爆亞洲歌手大獎                        |
| 2012年 | 香港電台     | 第三十五屆十大中文金曲頒獎音樂會 | 優秀流行歌手大獎                            |
| 2012年 | SINA         | SINA Music樂壇民意指數頒獎禮2012 | SINA Music 最高收聽率二十大歌曲《臨崖勒馬》 |
| 2012年 | SINA         | SINA Music樂壇民意指數頒獎禮2012 | SINA Music 我最喜愛女歌手（香港）           |
| 2012年 | SINA         | SINA Music樂壇民意指數頒獎禮2012 | SINA Music 微訪談 - 最高瀏覽量大獎          |
| 2012年 | 南方音樂盛典 | 第十二屆華語音樂傳媒大獎         | 最佳粵語女歌手《你們的幸福》                |
| 2012年 | 音樂先鋒榜   | 2012年度頒獎典禮                 | 港台十大先鋒金曲《臨崖勒馬》                |
| 2012年 | 音樂先鋒榜   | 2012年度頒獎典禮                 | 年度先鋒演繹歌手（香港）                    |
| 2012年 | 音樂先鋒榜   | 2012年度頒獎典禮                 | 3家電台聯頒港台最佳先鋒女歌手               |

## 2013年度
- 第9屆「勁歌王」全球華人樂壇音樂盛典 - 最佳女歌手
- 第9屆「勁歌王」全球華人樂壇音樂盛典 - 最佳舞台演繹獎
- Cool Music Forum會員共和榜 2013年度共和十大 第四位 《最好的時刻》
- 2013勁歌金曲優秀選第一回 - 得獎歌曲《最好的時刻》
- 2013勁歌金曲優秀選第一回 - 最受歡迎華語歌曲獎《I Have A Dream》
- 新城國語力頒獎禮2013 - 新城國語力歌曲《I Have A Dream》
- 新城國語力頒獎禮2013 - 新城國語力亞洲歌手
- 新城國語力頒獎禮2013 - 新城國語力全國最受歡迎歌手
- 第十三屆全球華語歌曲排行榜頒獎禮 - 地區傑出歌手獎（香港）
- 第十三屆全球華語歌曲排行榜頒獎禮 - 最受歡迎對唱歌曲《獨行俠侶》（與蘇永康合唱）
- 第十三屆全球華語歌曲排行榜頒獎禮 - 五大最受歡迎女歌手獎
- 第十三屆全球華語歌曲排行榜頒獎禮 -《全球榜》魅力歌聲獎
- 第十三屆全球華語歌曲排行榜頒獎禮 - 最玩強服裝
- Yahoo!搜尋人氣大獎2013 - Yahoo!Music十大人氣歌曲2013《最好的時刻》
- 2013年度TVB8金曲榜頒獎典禮 - TVB8金曲榜金曲獎《I Have A Dream》
- 新城勁爆頒獎禮2013 - 新城勁爆歌曲《最好的時刻》
- 新城勁爆頒獎禮2013 - 新城全國樂迷投選勁爆歌手大獎
- 新城勁爆頒獎禮2013 - 新城勁爆年度歌手大獎
- 第三十六屆十大中文金曲頒獎音樂會 - 優秀流行歌手大獎
- 第三十六屆十大中文金曲頒獎音樂會 - 十大中文金曲《最好的時刻》
- 加拿大至HIT中文歌曲排行榜2013年度總選 - 全國推崇十大歌曲（國語）《眼淚的名字》
- 2013年度勁歌金曲頒獎典禮 - 勁歌金曲獎 第十二位《最好的時刻》
- IFPI香港唱片銷量大奬2013 - 十大銷量國語唱片《謝－安琪》
- 2013年度KKBOX 編輯室及樂評人聯手推薦 - 本地十大單曲 -《最好的時刻》

## 2014年度
- 中國音超 - 女子組 銀獎
- 第一屆中國新歌榜音樂盛典暨頒獎禮 - 最欣賞歌曲《眼淚的名字》
- 第一屆中國新歌榜音樂盛典暨頒獎禮 - 最欣賞亞洲女唱將
- Cool Music Forum會員共和榜 2014年度共和唱片 金獎 《Kontinue》
- Cool Music Forum會員共和榜 2014年度共和女歌手 金獎
- Cool Music Forum會員共和榜 2014年度共和十大 至尊歌曲 《獨家村》
- Cool Music Forum會員共和榜 2014年度共和聯頒大獎 歌手獎
- Cool Music Forum會員共和榜 2014年度共和聯頒大獎 專輯獎 《Kontinue》
- 第一屆酷狗音樂盛典 - 年度媒體推薦獎
- M21完全青年‧我最愛華語歌曲頒獎禮2014 - 我最愛華語女歌手金獎
- M21完全青年‧我最愛華語歌曲頒獎禮2014- 我最愛華語專輯銅獎 - 《謝－安琪》
- M21完全青年‧我最愛華語歌曲頒獎禮2014- 我最愛華語歌曲獎 - 《眼淚的名字》
- 2014 CASH金帆音樂獎 - 國語流行作品《眼淚的名字》
- 2014 Music Picks 我最喜愛的專輯《Kontinue》
- Yahoo!搜尋人氣大獎2014 - 人氣大碟《Kontinue》
- Yahoo!搜尋人氣大獎2014 - 最熱門圖片搜尋歌手
- 2014勁歌金曲優秀選第二回 - 得獎歌曲《勢不兩立》
- 2014勁歌金曲優秀選第二回 - 得獎歌曲《獨家村》
- 新城勁爆頒獎禮2014 - 新城勁爆歌曲《獨家村》
- 新城勁爆頒獎禮2014 - 新城勁爆年度專輯大獎《Kontinue》
- 新城勁爆頒獎禮2014 - 新城勁爆全國歌手大獎
- 新城勁爆頒獎禮2014 - 新城勁爆亞洲歌手大獎
- 香港樂評選2014 年度歌曲 《雞蛋與羔羊》
- 香港樂評選2014 年度歌詞 《獨家村》 （林夕填詞）
- 香港樂評選2014 年度唱片 《Kontinue》
- 香港樂評選2014 年度女歌手
- 第十五屆華語音樂傳媒大獎 - 最佳粵語女歌手
- 第十五屆華語音樂傳媒大獎 - 年度粵語專輯《Kontinue》
- 2014年度叱咤樂壇流行榜頒獎典禮 - 專業推介叱咤十大 第六位《獨家村》
- 2014年度叱咤樂壇流行榜頒獎典禮 - 叱咤樂壇我最喜愛的女歌手
- 2014年度叱咤樂壇流行榜頒獎典禮 - 叱咤樂壇我最喜愛歌曲《撐起雨傘》
- 第三十七屆十大中文金曲頒獎音樂會 - 優秀流行歌手大獎
- 第三十七屆十大中文金曲頒獎音樂會 - 十大中文金曲《獨家村》
- 第三十七屆十大中文金曲頒獎音樂會 - 全球華人至尊金曲獎《獨家村》
- 加拿大至HIT中文歌曲排行榜2014年度總選 - 全國推崇十大歌曲（粵語）《獨家村》
- 加拿大至HIT中文歌曲排行榜2014年度總選 - 全國推崇女歌手（粵語）
- 華語金曲獎2014 - 十大華語金曲《兩雙》
- 2014年度勁歌金曲頒獎典禮 - 勁歌金曲獎《勢不兩立》
- 2014年度勁歌金曲頒獎典禮 - 勁歌金曲獎《獨家村》
- 2014年度KKBOX點播次數排行榜 - 年度本地專輯榜 第八位《Kontinue》

## 2015年度
- 第10屆「勁歌王」全球華人樂壇音樂盛典 - 粵語金曲獎《獨家村》
- 第10屆「勁歌王」全球華人樂壇音樂盛典 - 卓越表現大獎
- 第10屆「勁歌王」全球華人樂壇音樂盛典 - 勁歌后
- 華語金曲獎2015 - 十大粵語歌曲《獨家村》
- 華語金曲獎2015 - 十大粵語唱片《Kontinue》
- 華語金曲獎2015 - 年度最佳粵語專輯《Kontinue》
- 華語金曲獎2015 - 年度最佳粵語女歌手
- 香港流行音樂MV頒獎典禮2015 - 「季選MV」組得獎MV《羅生門》（與麥浚龍合唱）
- 2015 CASH金帆音樂獎 - 最佳女歌手演繹《獨家村》
- 2015 CASH金帆音樂獎 - CASH 最佳歌曲大獎《羅生門》（與麥浚龍合唱）
- Cool Music Forum會員共和榜 2015年度共和十大 至尊歌曲 《羅生門》（與麥浚龍合唱）
- Cool Music Forum會員共和榜 2015年度共和十大 共和十大 第十位 《篋神》
- Cool Music Forum會員共和榜 2015年度共和女歌手 銀獎
- 第十五屆全球華語歌曲排行榜頒獎禮 - 年度二十大金曲獎《獨家村》
- 第十五屆全球華語歌曲排行榜頒獎禮 - 五大最受歡迎女歌手獎
- 第十五屆全球華語歌曲排行榜頒獎禮 - 最佳女歌手獎
- Yahoo!搜尋人氣大獎2015 - 年度熱搜歌曲《羅生門》（與麥浚龍合唱）
- 新城勁爆頒獎禮2015 - 新城勁爆歌曲《跟着眼淚轉彎》
- 新城勁爆頒獎禮2015 - 新城勁爆國語歌曲 金獎《香女人》
- 新城勁爆頒獎禮2015 - 新城勁爆全國歌手
- 新城勁爆頒獎禮2015 - 新城全球勁爆歌手
- 2015年度叱咤樂壇流行榜頒獎典禮 - 專業推介叱咤十大 第六位《羅生門》（與麥浚龍合唱）
- 2015年度叱咤樂壇流行榜頒獎典禮 - 叱咤樂壇女歌手 銅獎
- 2015年度叱咤樂壇流行榜頒獎典禮 - 叱吒樂壇我最喜愛的女歌手
- 第三十八屆十大中文金曲頒獎音樂會 - 優秀流行歌手大獎
- 第三十八屆十大中文金曲頒獎音樂會 - 十大中文金曲《羅生門》（與麥浚龍合唱）
- 第三十八屆十大中文金曲頒獎音樂會 - 優秀流行國語歌曲獎 銀獎《跟着眼淚轉彎》
- 第三十八屆十大中文金曲頒獎音樂會 - 全球華人至尊金曲獎《羅生門》（與麥浚龍合唱）
- 加拿大至HIT中文歌曲排行榜2015年度總選 - 全國推崇十大歌曲（粵語）《羅生門》（與麥浚龍合唱）
- 2015年度KKBOX點播次數排行榜 - 年度本地單曲榜 冠軍《羅生門》（與麥浚龍合唱）
- 2015年度KKBOX點播次數排行榜 - 年度綜合單曲榜 冠軍《羅生門》（與麥浚龍合唱）
- 2015年度iTunes音樂精選（香港區）- 年度最佳歌曲《羅生門》（與麥浚龍合唱）
- IFPI香港唱片銷量大獎2015 - 十大數碼暢銷歌曲《羅生門》（與麥浚龍合唱）

## 2016年度
- 2016 CASH金帆音樂獎 - CASH 最廣泛演出金帆獎（下載歌曲）《羅生門》（與麥浚龍合唱）
- 2016 CASH金帆音樂獎 - CASH 最佳歌曲大獎《山林道》
- 2016年度KKBOX點播次數排行榜 - 年度本地單曲榜 第四位《山林道》
- 香港樂評選2016 十樂推薦 NO.7 《山林道》
- 加拿大至HIT中文歌曲排行榜2016年度總選 - 全國推崇十大歌曲（粵語）《山林道》
- 2016年度iTunes音樂精選（香港區）- 年度最佳歌曲《山林道》
- IFPI香港唱片銷量大奬2016 - 十大數碼暢銷歌曲《山林道》
- Cool Music Forum會員共和榜 2016年度共和十大 至尊歌曲 《山林道》
- Cool Music Forum會員共和榜 2016年度共和我最喜愛的歌曲大獎 《山林道》
- Cool Music Forum會員共和榜 2016年度共和聯頒大獎 歌曲獎 《山林道》

## 2017年度
- 華語金曲獎2017 - 十大華語金曲（粵語）《山林道》
- 香港樂評選 六十大「香港流行女聲專輯」 9th 《Kontinue》
- 香港樂評選 六十大「香港流行女聲專輯」 26th 《Kay One》
- 香港樂評選 六十大「香港流行女聲專輯」 36th 《Binary》

## 2018年度
- 2018我們的大學叱吒巡迴頒獎禮（香港浸會大學）- 叱吒樂壇我最喜愛的女歌手
- 2018我們的大學叱吒巡迴頒獎禮（香港公開大學）- 叱吒樂壇我最喜愛的女歌手
- 2018我們的大學叱吒巡迴頒獎禮（香港理工大學）- 叱吒樂壇我最喜愛的女歌手
- 2018我們的大學叱吒巡迴頒獎禮（香港大學）- 叱吒樂壇我最喜愛的女歌手
- 2018我們的大學叱吒巡迴頒獎禮（香港樹仁大學）- 叱吒樂壇我最喜愛的女歌手
- 2018我們的大學叱吒巡迴頒獎禮（香港科技大學）- 叱吒樂壇我最喜愛的女歌手
- 2018我們的大學叱吒巡迴頒獎禮（香港中文大學）- 叱吒樂壇我最喜愛的女歌手
- Yahoo!搜尋人氣大獎2018 - 網上熱爆女歌手
- Yahoo!搜尋人氣大獎2018 - 人氣歌曲《一個女人和浴室》
- Yahoo!搜尋人氣大獎2018 - 人氣專輯《The Album》part one（與麥浚龍）
- Yahoo!搜尋人氣大獎2018 - 人氣音樂企劃《The Album》part one（與麥浚龍）
- 香港樂評選2018 十碟推薦 第九位《The Album》part one（與麥浚龍）
- 香港樂評選2018 十樂推薦 NO.3《一個女人和浴室》
- 第四十一屆十大中文金曲 - 優秀流行歌手大獎
- 第四十一屆十大中文金曲 - 十大金曲獎 第七位《一個女人和浴室》
- 第四十一屆十大中文金曲 - 最優秀流行女歌手大獎
- 新城勁爆頒獎禮2018 - 勁爆合唱歌曲《(一個男人）一個女人和浴室》（與古天樂合唱）
- 新城勁爆頒獎禮2018 - 勁爆女歌手
- 新城勁爆頒獎禮2018 - 勁爆演繹大獎《人妻的偽術》
- 2018年度叱咤樂壇流行榜頒獎典禮 - 專業推介叱咤十大 第二位《一個女人和浴室》
- 2018年度叱咤樂壇流行榜頒獎典禮 - 叱咤樂壇至尊唱片大獎《The album part one》（與麥浚龍）
- 2018年度叱咤樂壇流行榜頒獎典禮 - 叱咤樂壇女歌手 金獎
- 2018年度叱咤樂壇流行榜頒獎典禮 - 叱咤樂壇我最喜愛的女歌手
- 第十八屆全球華語歌曲排行榜 - 年度二十大金曲獎《人妻的偽術》
- 加拿大至HIT中文歌曲排行榜2018年度總選 - 全國推崇女歌手（粵語）
- 加拿大至HIT中文歌曲排行榜2018年度總選 - 全國推崇十大歌曲（粵語）《一個女人和浴室》
- 2018年演藝動力大獎 最突出女歌手
- 2018年演藝動力大獎 最突出唱片 《The Album》part one（與麥浚龍）
- MOOV MUSIC AWARDS 2018 - 年度十大廣東歌《人妻的偽術》
- Cool Music Forum會員共和榜 2018年度我最喜愛的歌曲第二季季選 - 第一位《人妻的偽術》
- Cool Music Forum會員共和榜 2018年度我最喜愛的歌曲第三季季選 - 第三位《一個女人 和浴室》
- Cool Music Forum會員共和榜 2018年度我最喜愛的歌曲第四季季選 - 第一位《沐春風》
- Cool Music Forum會員共和榜 共和2018 共和唱片 銀獎《The Album》part one（與麥浚龍）
- Cool Music Forum會員共和榜 共和2018 共和聯頒大獎 唱片獎《The Album》part one（與麥浚龍）
- 2018年度KKBOX點播次數排行榜 - 年度本地單曲榜 第十四位《人妻的偽術》

## 2019年度
- 2019年度叱咤樂壇流行榜頒獎典禮 - 叱咤樂壇至尊唱片大獎《the album and the rest of it...》（與麥浚龍）
- 2019年度叱咤樂壇流行榜頒獎典禮 - 叱咤樂壇女歌手 金獎
- 第四十二屆十大中文金曲 - 優秀流行歌手大獎
- 第四十二屆十大中文金曲 - 十大中文金曲《其實寂寞》
- 第四十二屆十大中文金曲 - 最優秀流行女歌手大獎
- 加拿大至HIT中文歌曲排行榜2019年度總選 - 全國推崇女歌手（粵語）
- 加拿大至HIT中文歌曲排行榜2019年度總選 - 全國推崇十大歌曲（粵語）《其實寂寞》
- 2019年度KKBOX點播次數排行榜 - 年度本地單曲榜 第六位《其實寂寞》
- 2019年度KKBOX點播次數排行榜 - 年度本地單曲榜 第九位《(一個男人) 一個女人 和浴室》（與古天樂）
- 2019年度KKBOX點播次數排行榜 - 年度本地單曲榜 第二十位《偷情的禮儀》
- Cool Music Forum會員共和榜 2019年度我最喜愛的歌曲第一季季選 - 第一位《其實寂寞》
- Cool Music Forum會員共和榜 2019年度我最喜愛的歌曲第三季季選 - 第四位《偷情的禮儀》
- Cool Music Forum會員共和榜 2019年度我最喜愛的歌曲第四季季選 - 第二位《我們的基因》
- Cool Music Forum會員共和榜 2019年度我最喜愛的歌曲第四季季選 - 第四位《773312》
- Cool Music Forum會員共和榜 共和2019 共和聯頒大獎 唱片獎《the album and the rest of it...》（與麥浚龍）
- 香港樂評選2019 十樂推薦 NO.7 《773312》

## 2020年度
- 第2屆KKBOX香港風雲榜 - 年度風雲歌手
- 2020年度KKBOX點播次數排行榜 - 年度本地單曲榜 第12位《我們的基因》
- 2020年度KKBOX點播次數排行榜 - 年度本地單曲榜 第37位《我在陽台上看你》
- 2020年度KKBOX點播次數排行榜 - 年度本地單曲榜 第52位《再度》
- 2020年度叱咤樂壇流行榜頒獎典禮 - 叱咤樂壇女歌手 銅獎
- 2020年度JOOX TOP聽推介頒獎禮 - 年度TOP聽推介歌手
- Cool Music Forum會員共和榜 2020年度我最喜愛的歌曲第一季季選 - 第一位《再度》
- Cool Music Forum會員共和榜 2020年度我最喜愛的歌曲第一季季選 - 第五位《我在陽台上看你》
- Cool Music Forum會員共和榜 2020年度共和女歌手 銀獎
- 加拿大至HIT中文歌曲排行榜2020年度總選 - 全國推崇十大歌曲（粵語）《合唱歌》（與麥浚龍合唱）

## 2022年度
- Yahoo! 搜尋人氣大獎2022 - 頭100位熱搜本地男女藝人或組合
- 2022年度叱咤樂壇流行榜頒獎典禮 - 專業推介叱咤十大 第五位《憶年》
- 加拿大至Hit中文歌曲排行榜2022全國總選 - 全國推崇十大歌曲（粵語）《憶年》